# Mari Jääskelä
Mari Jääskelä (...) è una giocatrice di football americano finlandese, che gioca come runningback per le Helsinki Wolverines.
In precedenza ha giocato per le Lohja Lionesses e per le Turku Trojans.

## Palmarès
- 1 Europeo (2019)